# محمد الحردان
محمد يوسف عبد الله أحمد حسن الحردان (ولد في 6 أكتوبر 1997 في المحرق، البحرين) لاعب كرة قدم دولي بحريني يجيد اللعب في مركز الوسط المحوري وبدرجة أقل الوسط المدافع. يلعب حاليا لصالح الخالدية الذي ينافس في الدوري البحريني الممتاز منذ 2021.

## المسيرة الرياضية

### الأندية
في 1 يوليو 2015 تم تصعيد الحردان إلى الفريق الأول بنادي المحرق. في موسمه الأول 2015-2016 وفي بطولة الدوري البحريني الممتاز ساهم في احتلال فريقه المركز الثاني الوصيف بفارق 10 نقاط عن البطل الحد. وفي بطولة كأس ملك البحرين ساهم في تتويج فريقه بالبطولة بعدما تغلب في المباراة النهائية على الرفاع 3-1 ليحقق الحردان أولى بطولاته مع الأندية. وفي بطولة كأس السوبر البحريني خسر فريقه من الحد بركلات الترجيح. وفي بطولة كأس الاتحاد البحريني فشل فريقه في التأهل إلى الدور النصف النهائي بعدما احتل المركز الخامس في المجموعة الأولى بفارق 7 نقاط عن صاحب المركز الثاني الحد. وفي بطولة كأس الاتحاد الآسيوي ساهم في تصدر فريقه المجموعة الرابعة متفوقا على الجيش السوري وأهلي الخليل الفلسطيني وفنجاء العماني ليتأهل إلى الدور 16 حيث فاز على أرضه على الفيصلي الأردني 1-0 ليتأهل إلى الدور الربع النهائي حيث خسر من العهد اللبناني 0-3 في مجموع المباراتين.
في موسمه الثاني والأخير 2016-2017 وفي بطولة الدوري الممتاز ساهم في احتلال فريقه المركز الخامس بفارق 4 نقاط عن البطل المالكية. وفي بطولة كأس ملك البحرين ساهم في وصول فريقه إلى المباراة النهائية عندما خسر من المنامة 1-2. وفي بطولة كأس السوبر البحريني خسر فريقه من الحد 0-1. وفي بطولة كأس الاتحاد البحريني فشل فريقه في التأهل إلى الدور النصف النهائي بعدما احتل المركز الرابع في المجموعة الأولى بفارق 4 نقاط عن صاحب المركز الثاني البديع. وفي بطولة كأس الاتحاد الآسيوي فشل فريقه في التأهل إلى الدور نصف نهائي غرب آسيا بعدما احتل المركز الثاني في المجموعة الثالثة بفارق نقطتين عن المتصدر الوحدات الأردني.
في 1 يوليو 2017 انتقل الحردان من المحرق إلى رديف فايله الدنماركي في صفقة انتقال حر.
في 15 مارس 2018 انتقل الحردان من رديف فايله إلى فايله الدانماركي (الدرجة الأولى، المستوى الثاني في الدنمارك). في موسمه الأول 2017-2018 وفي بطولة دوري الدرجة الأولى ساهم في تتويج فريقه بالبطولة بعدما تصدر الترتيب بفارق 5 نقاط عن وصيفه إيسبيرغ ليصعد مباشرة إلى الدوري الممتاز وليحقق الحردان ثاني بطولاته مع الأندية.
في 26 أغسطس 2018 انتقل الحردان من فايله إلى سفينتول جورجي المولدوفي (الدوري الوطني، المستوى الأول في مولدوفا) بالإعارة لمدة نصف موسم (الدوري المولدوفي في ذلك الوقت كان من يناير إلى ديسمبر). في موسمه الوحيد 2018 وفي بطولة الدوري الوطني ساهم في احتلال فريقه المركز السابع بفارق 4 نقاط عن منطقة الهبوط. في 31 ديسمبر 2018 انتهت الإعارة وعاد الحردان إلى فايله.
في 29 يناير 2019 انتقل الحردان من فايله إلى أيغينياكوس اليوناني (الدرجة الثانية) بالإعارة لمدة نصف موسم. في موسمه الوحيد 2018-2019 وفي بطولة دوري الدرجة الثانية ساهم في احتلال فريقه المركز الخامس عشر قبل الأخير بفارق 24 نقطة عن منطقة الأمان وبالتالي هبط إلى الدرجة الثالثة. في 30 يونيو 2019 انتهت الإعارة وعاد الحردان إلى فايله.
في 31 أغسطس 2019 انتقل الحردان من فايله إلى المحرق البحريني (الدوري الممتاز) في صفقة انتقال حر. في موسمه الوحيد 2019-2020 وفي بطولة الدوري الممتاز ساهم في احتلال فريقه المركز الثاني الوصيف بفارق نقطة واحدة عن البطل الحد. وفي بطولة كأس ملك البحرين ساهم في تتويج فريقه بالبطولة بعدما تغلب في المباراة النهائية الحد 1-0 ليحقق الحردان ثالث بطولاته مع الأندية. وفي بطولة كأس الاتحاد البحريني ساهم في تتويج فريقه بالبطولة بعدما تغلب في المباراة النهائية على البسيتين 4-1 ليحقق الحردان رابع بطولاته مع الأندية. وفي بطولة كأس العرب للأندية الأبطال وفي الدور 32 ساهم في فوز فريقه على شباب قسنطينة الجزائري بأفضلية الأهداف خارج الأرض بعد التعادل 3-3 في مجموع المباراتين ليتأهل إلى الدور 16 حينها خسر من الاتحاد السكندري المصري 0-3 في مجموع المباراتين.
في 7 ديسمبر 2020 انتقل الحردان من المحرق إلى الرفاع الشرقي البحريني (الدوري الممتاز) في صفقة انتقال حر. في موسمه الوحيد 2020-2021 وفي بطولة الدوري الممتاز ساهم في احتلال فريقه المركز الثاني الوصيف بفارق 10 نقاط عن البطل الرفاع. وفي بطولة كأس ملك البحرين ساهم في وصول فريقه إلى الدور النصف النهائي حينها خسر من الرفاع 1-2. وفي بطولة كأس الاتحاد البحريني ساهم في وصول فريقه إلى المباراة النهائية وحينها خسر من المحرق 1-2.
في 1 يوليو 2021 انتقل الحردان من الرفاع الشرقي إلى الخالدية البحريني (الدوري الممتاز) في صفقة انتقال حر. في موسمه الأول 2021-2022 وفي بطولة الدوري الممتاز ساهم في احتلال فريقه المركز الثالث بفارق 12 نقطة عن البطل الرفاع. وفي بطولة كأس ملك البحرين ساهم في تتويج فريقه بالبطولة بعدما تغلب في المباراة النهائية على الرفاع الشرقي بركلات الترجيح ليحقق الحردان خامس بطولاته مع الأندية. وفي بطولة كأس الاتحاد البحريني فشل فريقه في التأهل إلى الدور النصف النهائي.
في موسمه الثاني 2022-2023 وفي بطولة الدوري الممتاز ساهم في تتويج فريقه بالبطولة بعدما تصدر الترتيب بفارق نقطة واحدة عن وصيفه المنامة ليحقق الحردان سادس بطولاته مع الأندية. وفي بطولة كأس ملك البحرين خرج فريقه من مباراته الأولى عندما خسر في الدور الثمن النهائي من سترة بركلات الترجيح. وفي بطولة كأس السوبر البحريني ساهم في تتويج فريقه بالبطولة بعدما تغلب على الرفاع بهدفين نظيفين ليحقق الحردان سابع بطولاته مع الأندية.

### المنتخبات
في أكتوبر 2013 قرر المدرب البحريني عبد العزيز عبدو مدرب منتخب البحرين للشباب استدعاء الحردان للانضمام إلى تشكيلة البحرين المشارك في بطولة آسيا للشباب تحت 19 عاما 2016 في البحرين. ساهم الحردان قائد منتخب البحرين من خلال هدفه الثاني على السعودية وهدفه الأول على تايلند في فوز البحرين 3-2 بنفس النتيجة بينما خسر البحرين من كوريا الجنوبية 1-2 ليحتل البحرين الأول في المجموعة الأولى بفارق الأهداف عن السعودية وكوريا الجنوبية على التوالي وليتأهل إلى الدور الربع النهائي لمواجهة فيتنام التي خسرها البحرين 0-1 علما بأن الحردان غاب عن المباراة بسبب حصوله على بطاقتين صفراوين في دور المجموعات.
في 6 سبتمبر 2018 قرر المدرب التشيكي ميروسلاف سوكوب استدعاء الحردان للمشاركة في أول مباراة دولية له مع البحرين وكانت أمام الفلبين وديا وشارك الحردان أساسيا وانتهت المباراة بالتعادل 1-1.
اكتفى سوكوب باستدعاء الحردان للمشاركة في المباريات الدولية الودية حتى عندما تم التعاقد مع المدرب البرتغالي هيليو سوزا الذي قرر استدعاء للمشاركة في أول بطولة رسمية وكانت في بطولة اتحاد غرب آسيا لكرة القدم 2019 في العراق وضمن سياسة التدوير التي اعتمدها سوزا لعب الحردان أساسيا في المباراتين الأولى والثالثة ضمن دور المجموعات وساهم في فوز البحرين على الأردن والكويت 1-0 بنفس النتيجة ليتصدر البحرين المجموعة الثانية ويتأهل إلى المباراة النهائية ودخل الحردان بديلا عن زميله علي حرم وليساهم في فوز البحرين على العراق المستضيف بهدف عيسى موسى وليحقق الحردان أولى بطولاته الدولية.
جدد سوزا استدعاء الحردان للمشاركة مع البحرين في تصفيات كأس العالم 2022 – آسيا الجولة الثانية وفي مباراته الأولى سجل الحردان أول هدف دولي له وكانت في مرمى إيران لتنتهي المباراة بهذه النتيجة ويحقق البحرين أول فوز له على إيران في مباراة رسمية منذ 18 سنة. ثم شارك الحردان في المباراتين التاليتين اللتين انتهتا بالتعادل السلبي بدون أهداف مع هونغ كونغ والعراق ثم يغيب الحردان عن بقية مباريات التصفيات بسبب الإصابة وفشل البحرين في التأهل إلى الدور الثالث باحتلاله المركز الثالث في المجموعة الثانية بفارق 3 نقاط عن إيران والفشل في التأهل إلى نهائيات بطولة كأس آسيا مباشرة ولينتقل إلى تصفيات كأس آسيا 2023 – الدور الثالث حيث أوقعته القرعة في المجموعة الخامسة مع بنغلاديش وماليزيا وتركمانستان.
كرر سوزا استدعاء الحردان للمشاركة مع البحرين في بطولة كأس الخليج العربي 24 في قطر واستمر سوزا في تطبيق سياسة التدوير ولعب الحردان أساسيا في المباراة الثانية في دور المجموعات عندما خسر البحرين من السعودية 0-2 ليحتل في نهاية المطاف البحرين المركز الثاني في المجموعة الثانية ويتأهل إلى الدور النصف النهائي وحينها شارك الحردان أساسيا في فوز البحرين على العراق بركلات الترجيح ليتأهل البحرين إلى المباراة النهائية التي غاب عنها الحردان واستطاع البحرين التغلب على السعودية بهدف محمد سعد الرميحي ليحقق الحردان ثاني بطولاته الدولية.
واصل سوزا استدعاء الحردان للمشاركة مع البحرين وهذه المرة في بطولة كأس العرب 2021 في قطر واستمر سوزا في تنفيذ سياسة التدوير وشارك الجردان أساسيا في المباراتين الأولى والثالثة في دور المجموعات أمام قطر وعمان اللتين انتهتا بالخسارة 0-1 و0-3 على التوالي ليفشل البحرين في التأهل إلى الدور الربع النهائي بعد احتلاله المركز الرابع الأخير في المجموعة.
في 25 مارس 2023 لعب الحردان آخر مباراة دولية له مع البحرين وكانت أمام فلسطين وديا وانتهت بخسارة 1-2.

## الإنجازات
- المحرق (3)
  - كأس ملك البحرين (2): 2016/2015 - 2020/2019
  - كأس الاتحاد البحريني (1): 2020/2019
- فايله (1)
  - دوري الدرجة الأولى (1) : 2018/2017
- الخالدية (3)
  - الدوري البحريني الممتاز (1): 2023/2022
  - كأس ملك البحرين (1): 2022/2021
  - كأس السوبر البحريني (1): 2022
- منتخب البحرين (2)
  - بطولة اتحاد غرب آسيا (1): 2019
  - كأس الخليج العربي (1): 2019

## روابط خارجية
- محمد الحردان على موقع إي إس بي إن إف سي (الإنجليزية)
- محمد الحردان على موقع قاعدة بيانات كرة القدم.إي يو (الإنجليزية)
- محمد الحردان على موقع ناشيونال فوتبول تيمز (الإنجليزية)
- محمد الحردان على موقع Soccerway.com (الإنجليزية)
- محمد الحردان على موقع عالم كرة القدم.نت (الإنجليزية)